# Ściółka (ogrodnictwo)

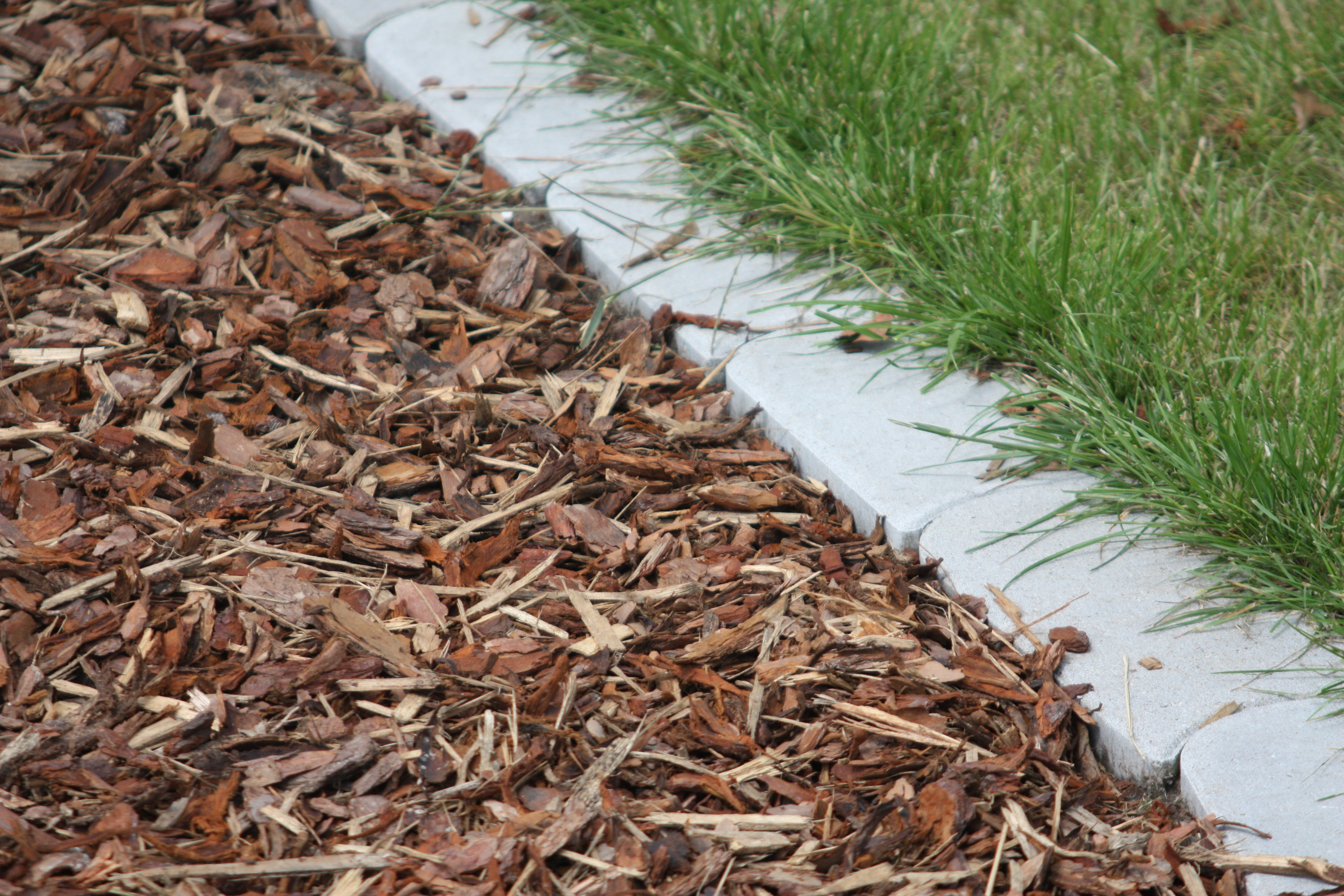
Ściółka z kory sosnowej

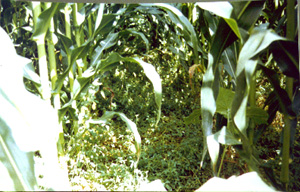
Żywa ściółka na polu kukurydzy

Ściółka, mulcz – warstwa okrywająca glebę, umieszczana na jej powierzchni w celu zniwelowania niekorzystnych oddziaływań czynników siedliskowych oraz jako naturalny sposób regulacji zachwaszczenia. Ściółka może być wytworzona na polu poprzez uprawę międzyplonu pozostawianego po przemarznięciu, rozdrobnieniu lub chemicznej desykacji. W warstwę powstałej materii organicznej sieje się lub sadzi rośliny. Możliwe jest też dostarczenie ściółki z zewnątrz z roślin skoszonych na innym polu. Pozyskana zielona masa rozrzucana jest w międzyrzędziach w kilka tygodni po siewie lub sadzeniu warzyw.
Jako ściółka mogą być wykorzystane:
- materia organiczna, np. rozdrobniona trawa, liście, siano, słoma, trociny, wióry drzewne, kora[1], włókno celulozowe, papier[2], tektura, wełna, kompost[3],
- agrowłóknina[4],
- folia ogrodnicza[5],
- folie i włókniny biodegradowalne[1],
- żywe ściółki z roślin rosnących w międzyrzędziach[1],
- skały, takie jak piasek, zeolit, scoria[6],
- rozdrobniona guma[7].

## Działanie ściółki

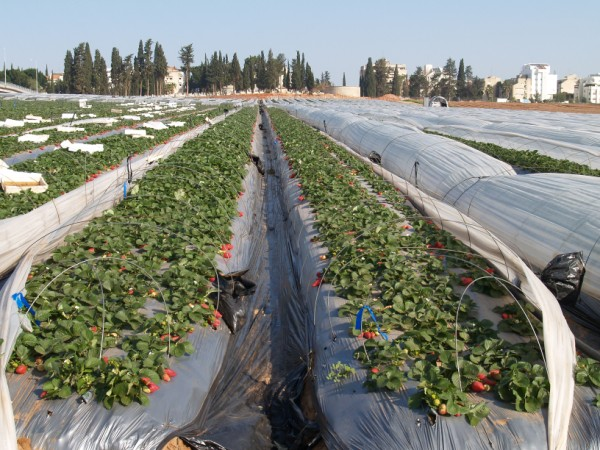
Ściółka z folii zastosowana w uprawie truskawek

Okrycie powierzchni gleby prowadzi do:
- zmniejszenia erozji wodnej i wietrznej[8],
- poprawy struktury gleby[8],
- zmniejszenia zlewności i ograniczenia powstawania skorupy glebowej[8],
- regulacji temperatury gleby dzięki zatrzymywaniu[8],
- zmniejszenia strat azotu[8],
- poprawy właściwości mikrobiologicznych[8],
- poprawy warunków termicznych, zatrzymania ciepła wiosną, zimą i jesienią,
- ograniczania zachwaszczenia poprzez tworzenie fizycznej bariery dla rosnących chwastów oraz działanie allelopatyczne związków powstających w rozkładającej się biomasie[1].
- zatrzymywania wody poprzez spowolnienie jej parowania oraz poprawę wydajności nawadniania[9],
- wzbogacenia gleby w materię organiczną i składniki pokarmowe poprzez stopniowy rozkład ściółki z materiałów naturalnych[10],
- zmniejszenia zabrudzenia uprawianych warzyw[11],
- przy właściwym doborze koloru może zmniejszać ryzyko przenoszenia chorób wirusowych przez wektory owadzie[12].